# Pseudocorax
Genre
Pseudocorax est un genre fossile de requins lamniformes ayant vécu durant le Crétacé supérieur. 

## Répartition
Les espèces de ce genre ont été découvertes en Europe, au Moyen-Orient, en Afrique du Nord et en Amérique du Nord.

## Liste des espèces
Selon Paleobiology Database (20 mars 2025) :
- † Pseudocorax affinis (Münster in Agassiz, 1843)
- † Pseudocorax duchaussoisi Guinot et al., 2013
- † Pseudocorax granti Cappetta & Case, 1975
- † Pseudocorax kindlimanni Jambura et al., 2021
- † Pseudocorax laevis Leriche, 1906

## Systématique
Le nom valide complet (avec auteur) de ce taxon est Pseudocorax Priem, 1897,.

### Publication originale
- F. Priem, « Sur des dents d’Elasmobranches de divers gisements sénoniens (Villedieu, Meudon, Folx-les-Caves) », Bulletin de la Société géologique de France, Paris, 3e série, vol. 25,‎ 1er février 1897, p. 40-56 (ISSN 0037-9409, e-ISSN 1777-5817, lire en ligne, consulté le 20 mars 2025).